# Misje dyplomatyczne Rumunii

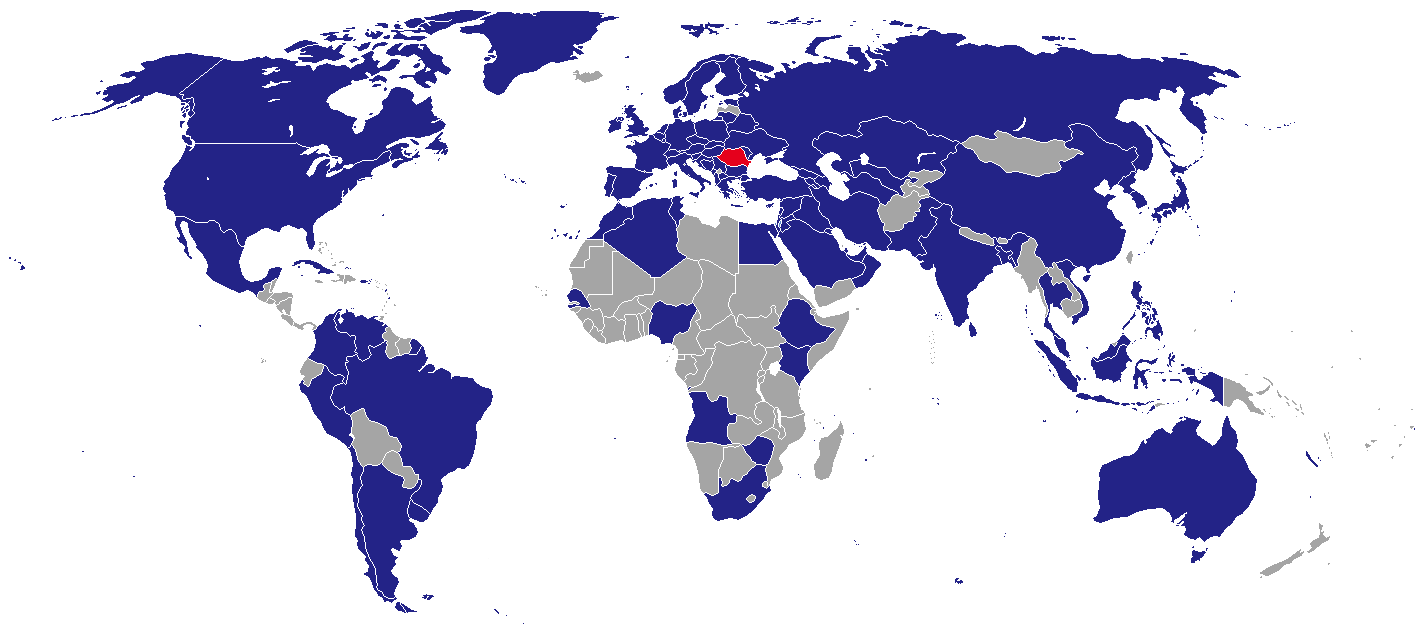
Kraje, w których Rumunia ma swoje przedstawicielstwa dyplomatyczne

Misje dyplomatyczne Rumunii – przedstawicielstwa dyplomatyczne Rumunii przy innych państwach i organizacjach międzynarodowych. Poniższa lista zawiera wykaz obecnych ambasad i konsulatów zawodowych. Nie uwzględniono konsulatów honorowych.

## Europa
- Albania
  - Tirana (ambasada)
- Austria
  - Wiedeń (ambasada)
- Belgia
  - Bruksela (ambasada)
- Białoruś
  - Mińsk (ambasada)
- Bośnia i Hercegowina
  - Sarajewo (ambasada)
- Bułgaria
  - Sofia (ambasada)
- Chorwacja
  - Zagrzeb (ambasada)
- Cypr
  - Nikozja (ambasada)
- Czarnogóra
  - Podgorica (ambasada)
- Czechy
  - Praga (ambasada)
- Dania
  - Kopenhaga (ambasada)
- Estonia
  - Tallinn (ambasada)
- Finlandia
  - Helsinki (ambasada)
- Francja
  - Paryż (ambasada)
  - Lyon (konsulat generalny)
  - Marsylia (konsulat generalny)
  - Strasburg (konsulat generalny)
- Grecja
  - Ateny (ambasada)
  - Saloniki (konsulat generalny)
- Hiszpania
  - Madryt (ambasada)
  - Barcelona (konsulat generalny)
  - Bilbao (konsulat generalny)
  - Sewilla (konsulat generalny)
  - Almería (konsulat)
  - Castelló de la Plana (konsulat)
  - Ciudad Real (konsulat)
  - Saragossa (konsulat)
- Holandia
  - Haga (ambasada)
- Irlandia
  - Dublin (ambasada)
- Litwa
  - Wilno (ambasada)
- Luksemburg
  - Luksemburg (ambasada)
- Macedonia Północna
  - Skopje (ambasada)
- Mołdawia
  - Kiszyniów (ambasada)
  - Bielce (konsulat generalny)
  - Kaguł (konsulat generalny)
  - Ungheni (biuro konsularne)
- Niemcy
  - Berlin (ambasada)
  - Bonn (konsulat generalny)
  - Monachium (konsulat generalny)
  - Stuttgart (konsulat generalny)
- Norwegia
  - Oslo (ambasada)
- Polska
  - Warszawa (ambasada)
- Portugalia
  - Lizbona (ambasada)
- Rosja
  - Moskwa (ambasada)
  - Petersburg (konsulat generalny)

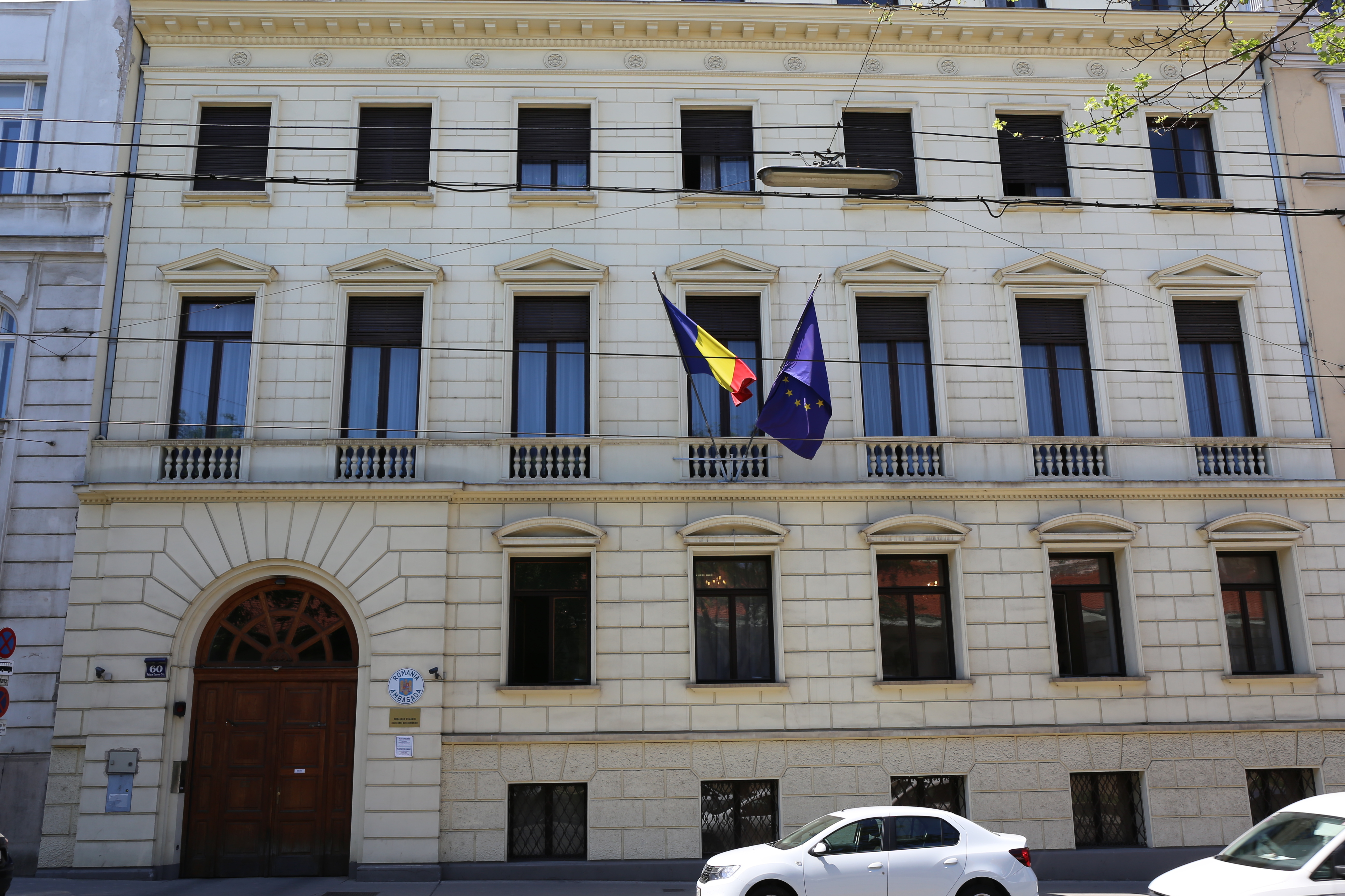
Ambasada Rumunii w Wiedniu

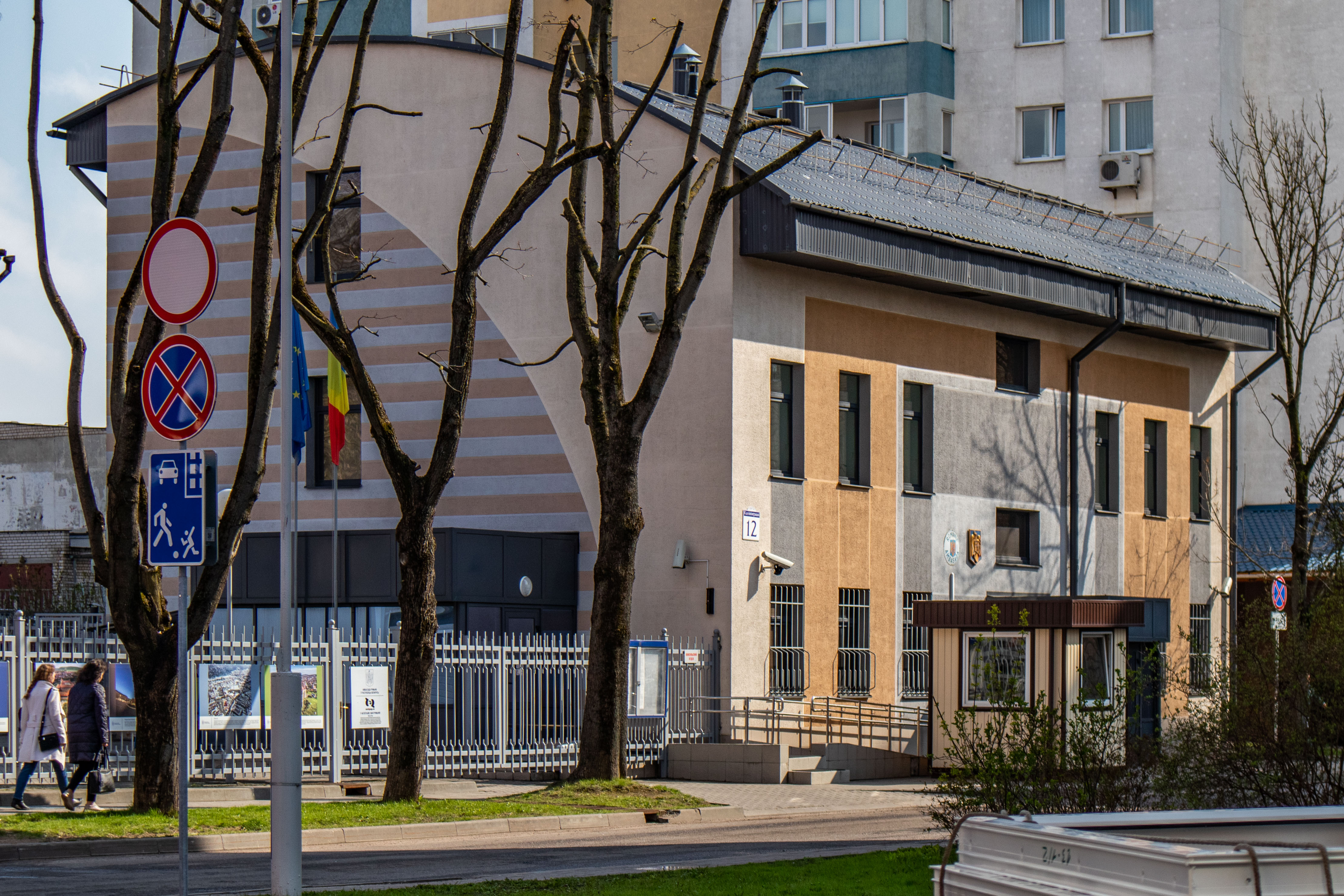
Ambasada Rumunii w Mińsku

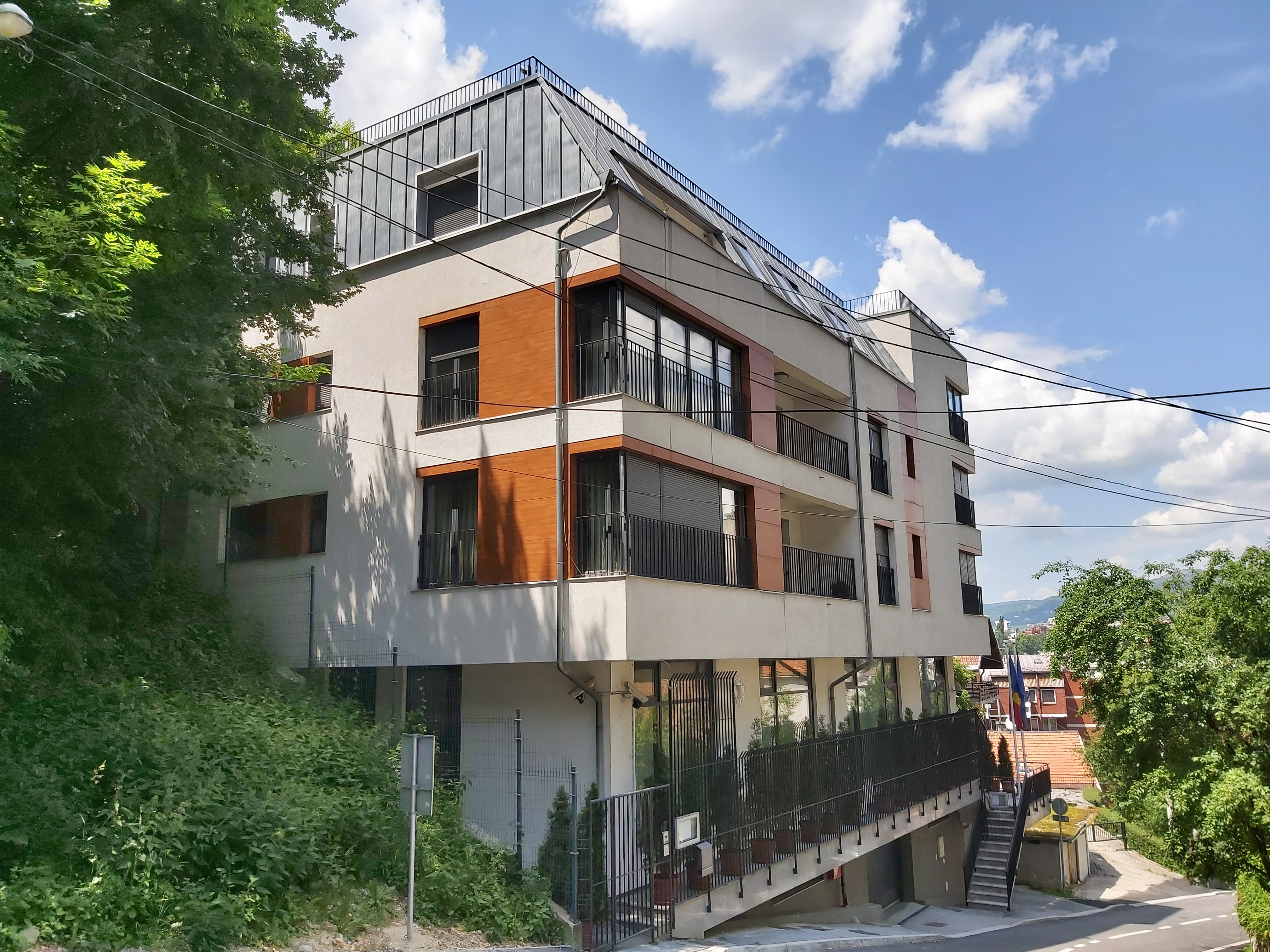
Ambasada Rumunii w Sarajewie

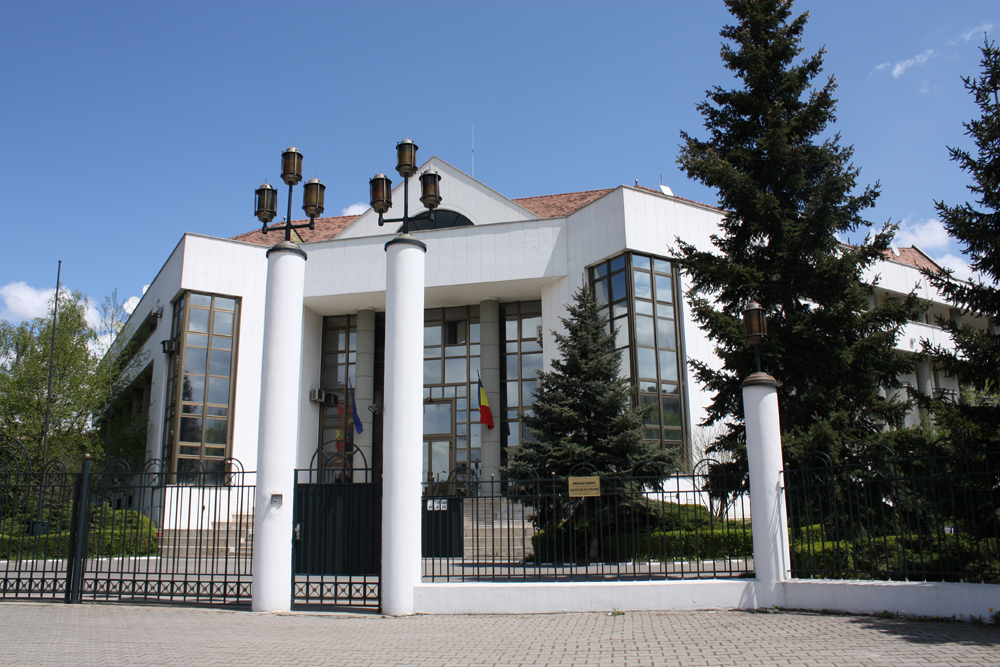
Ambasada Rumunii w Sofii

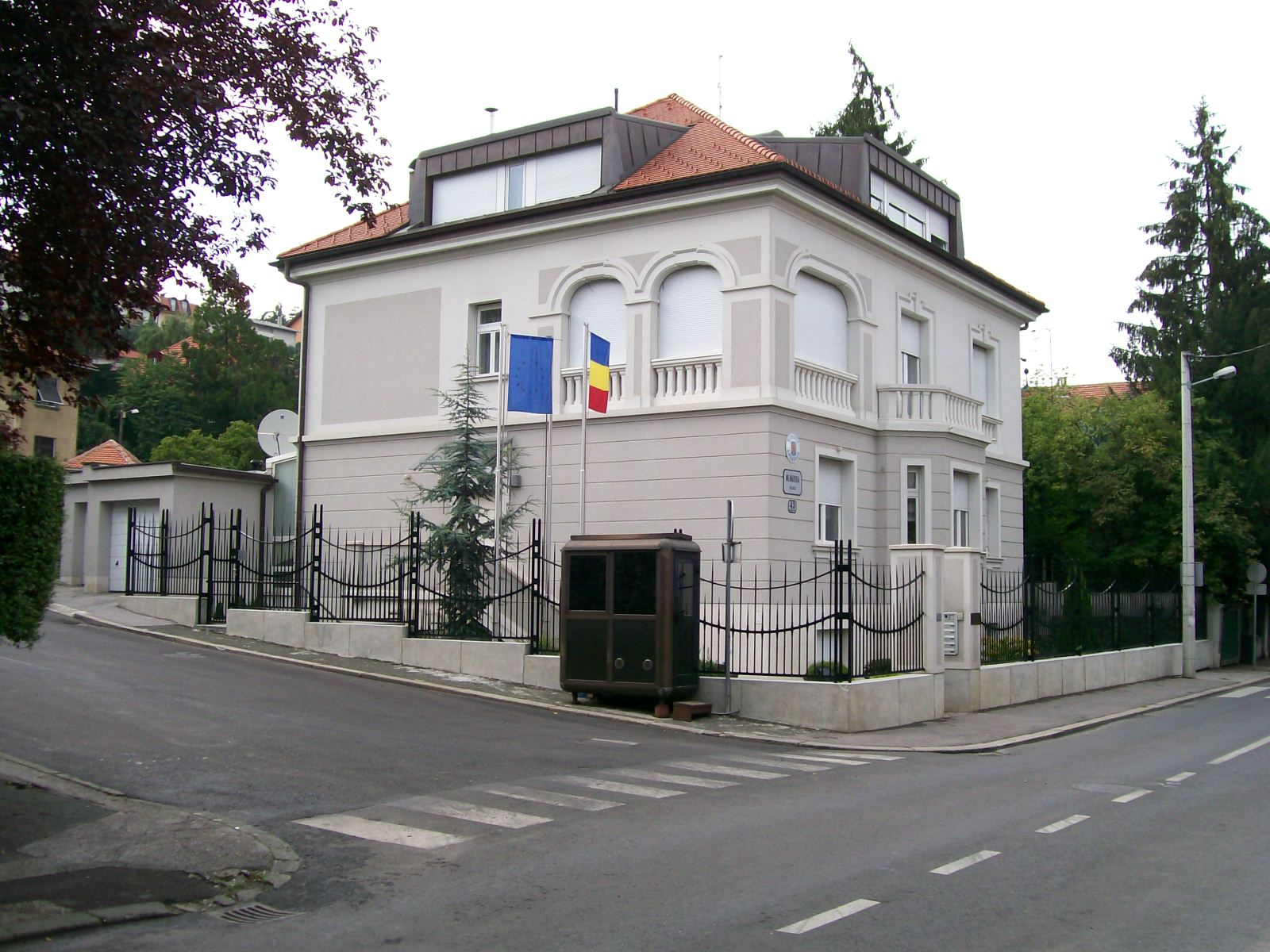
Ambasada Rumunii w Zagrzebiu

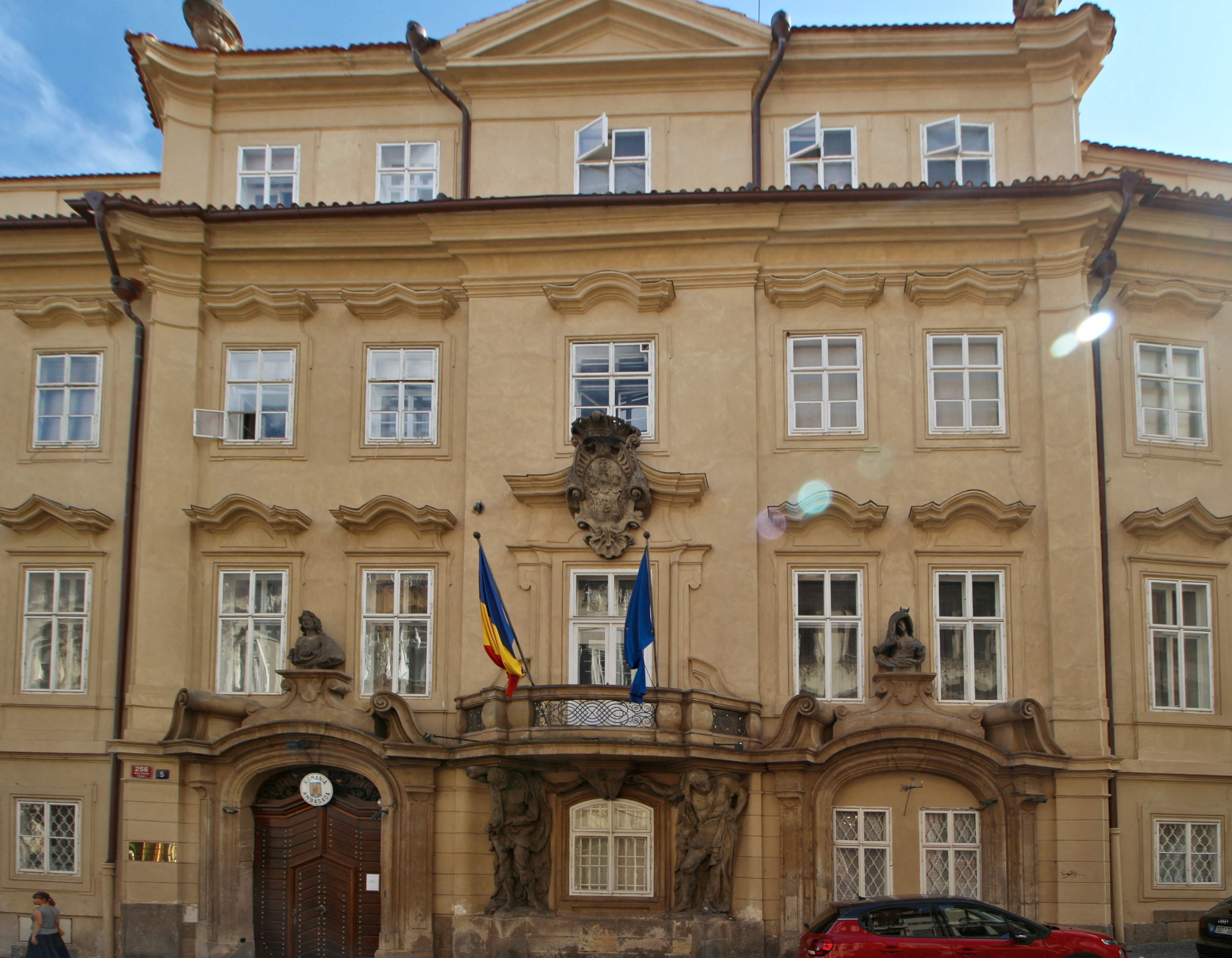
Ambasada Rumunii w Pradze

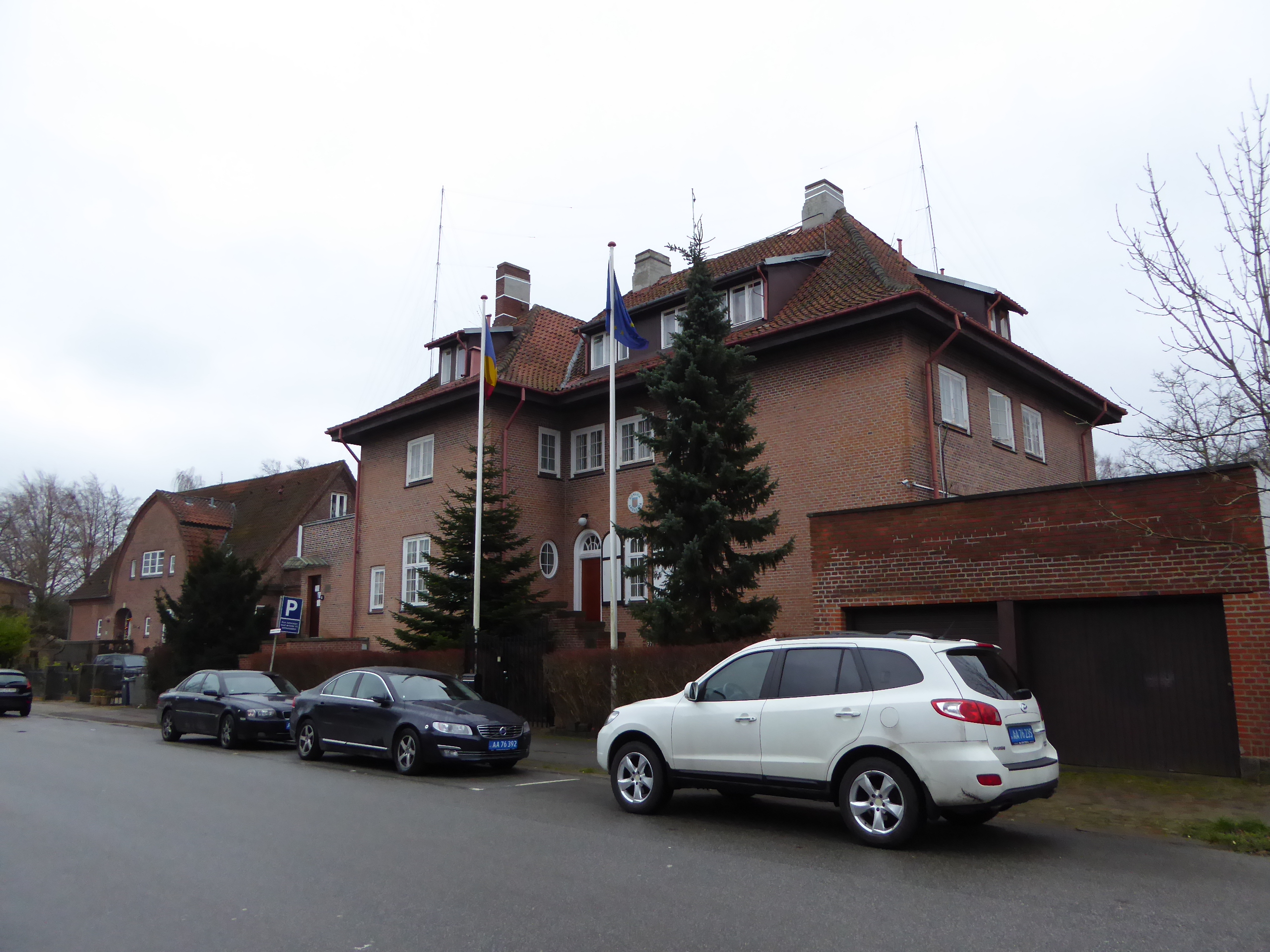
Ambasada Rumunii w Kopenhadzie

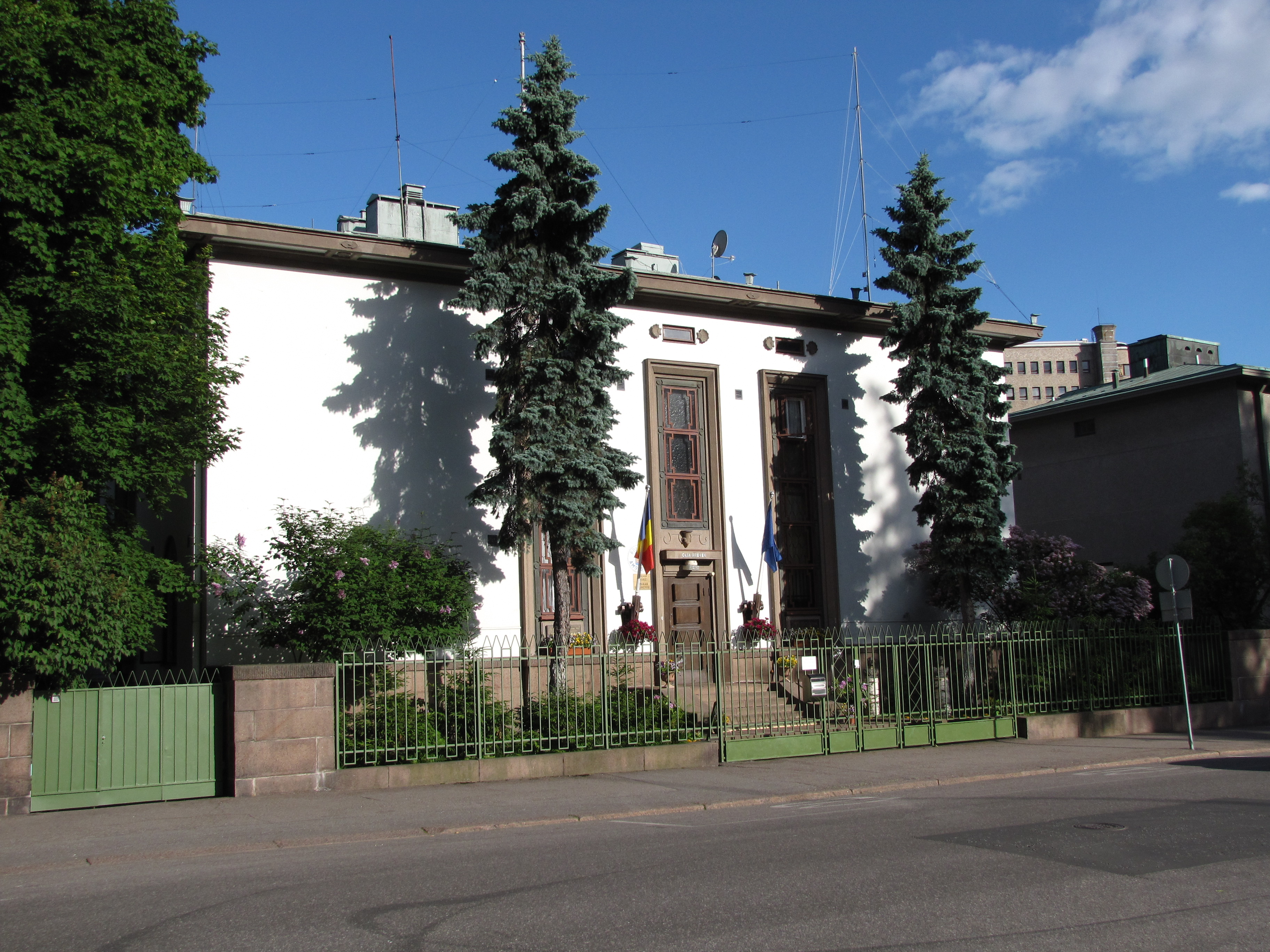
Ambasada Rumunii w Helsinkach

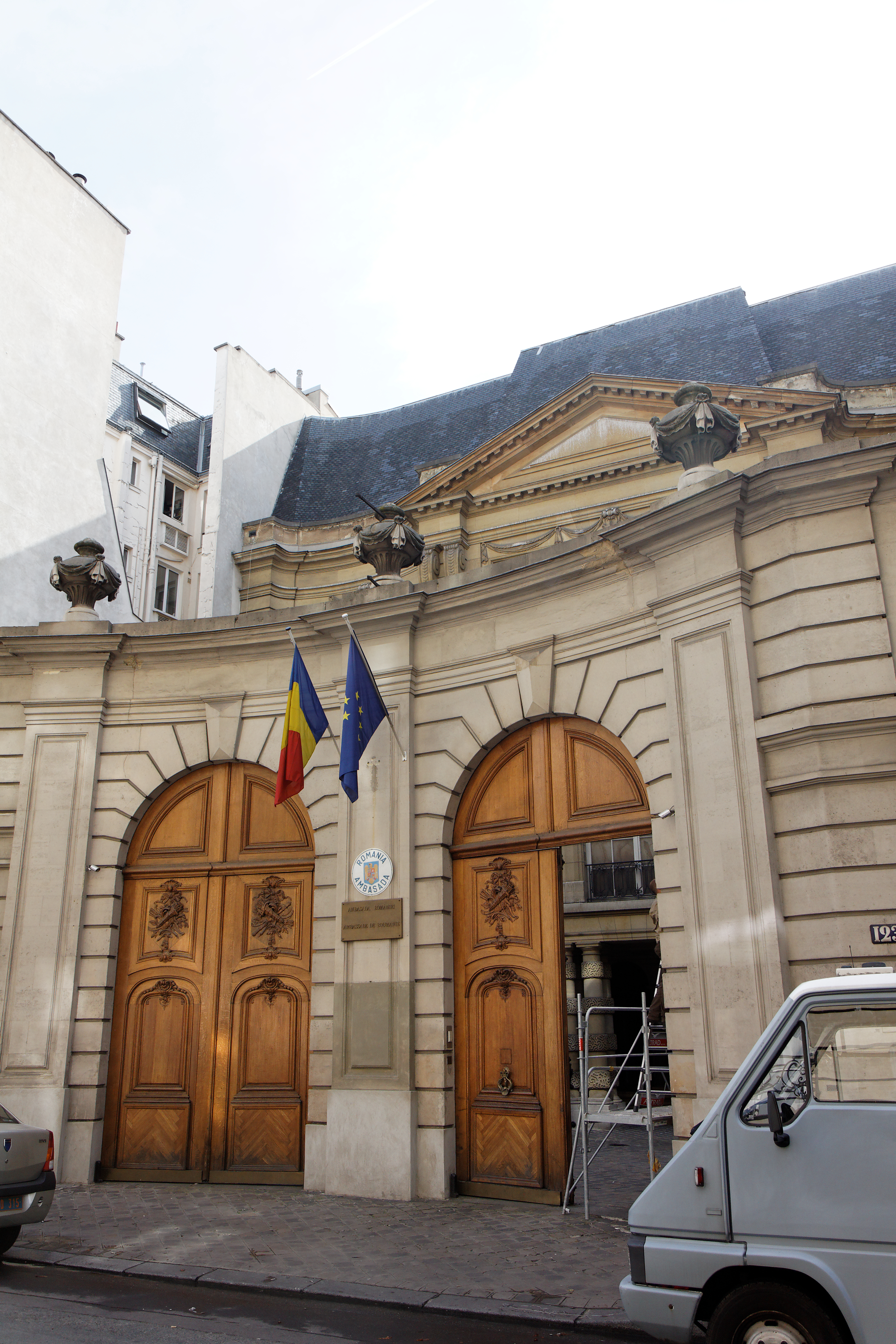
Ambasada Rumunii w Paryżu

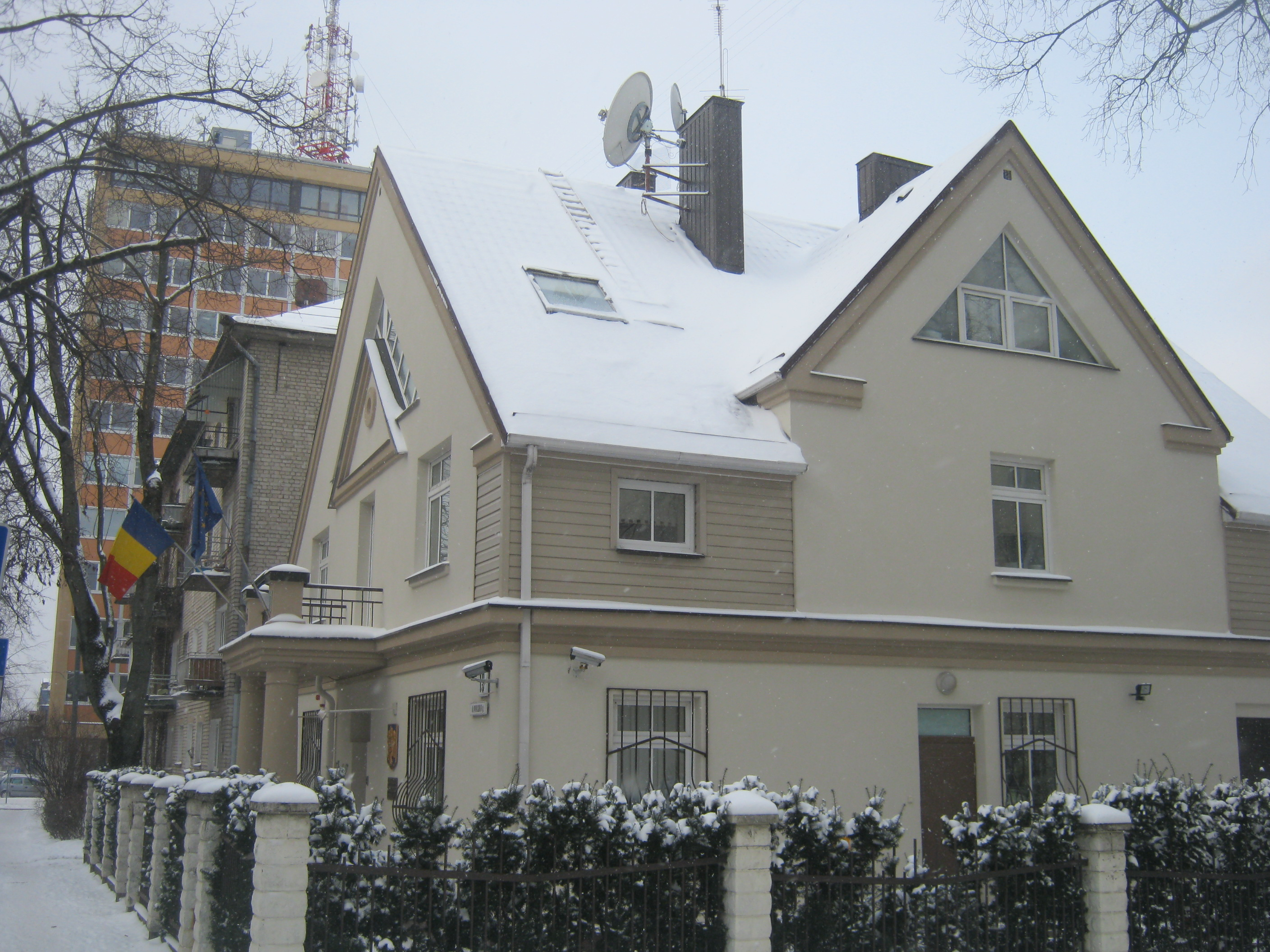
Ambasada Rumunii w Wilnie

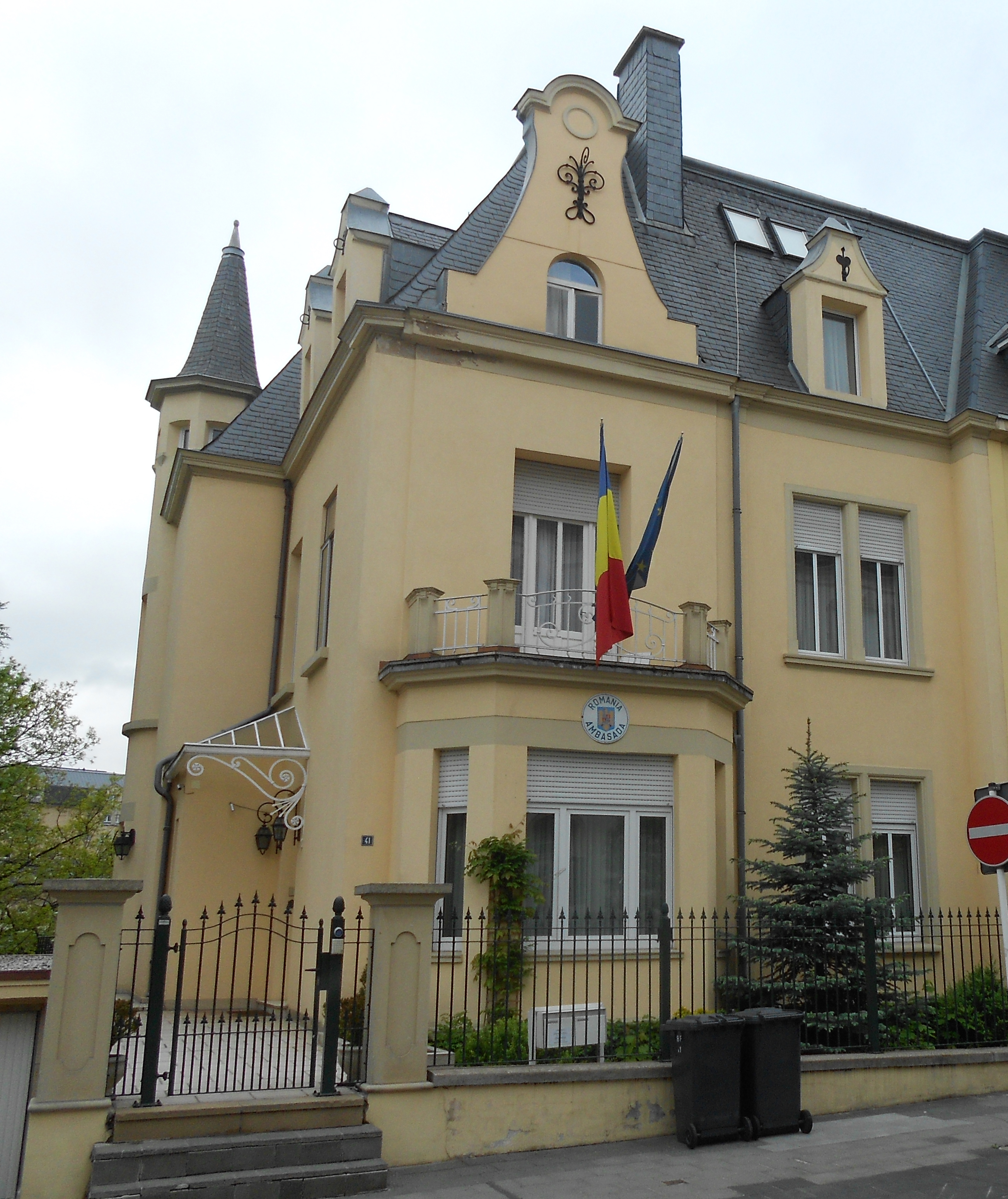
Ambasada Rumunii w Luksemburgu

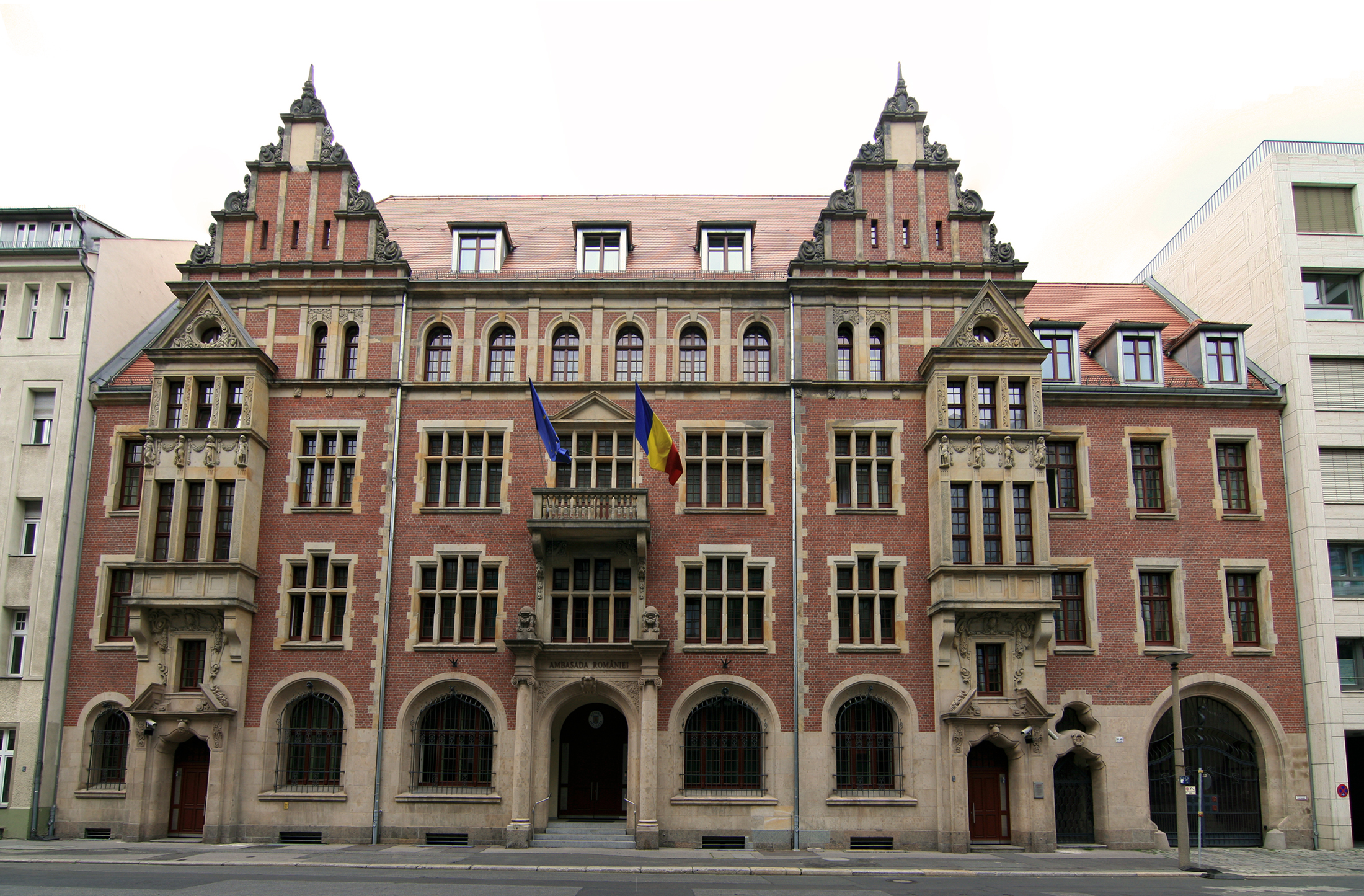
Ambasada Rumunii w Berlinie

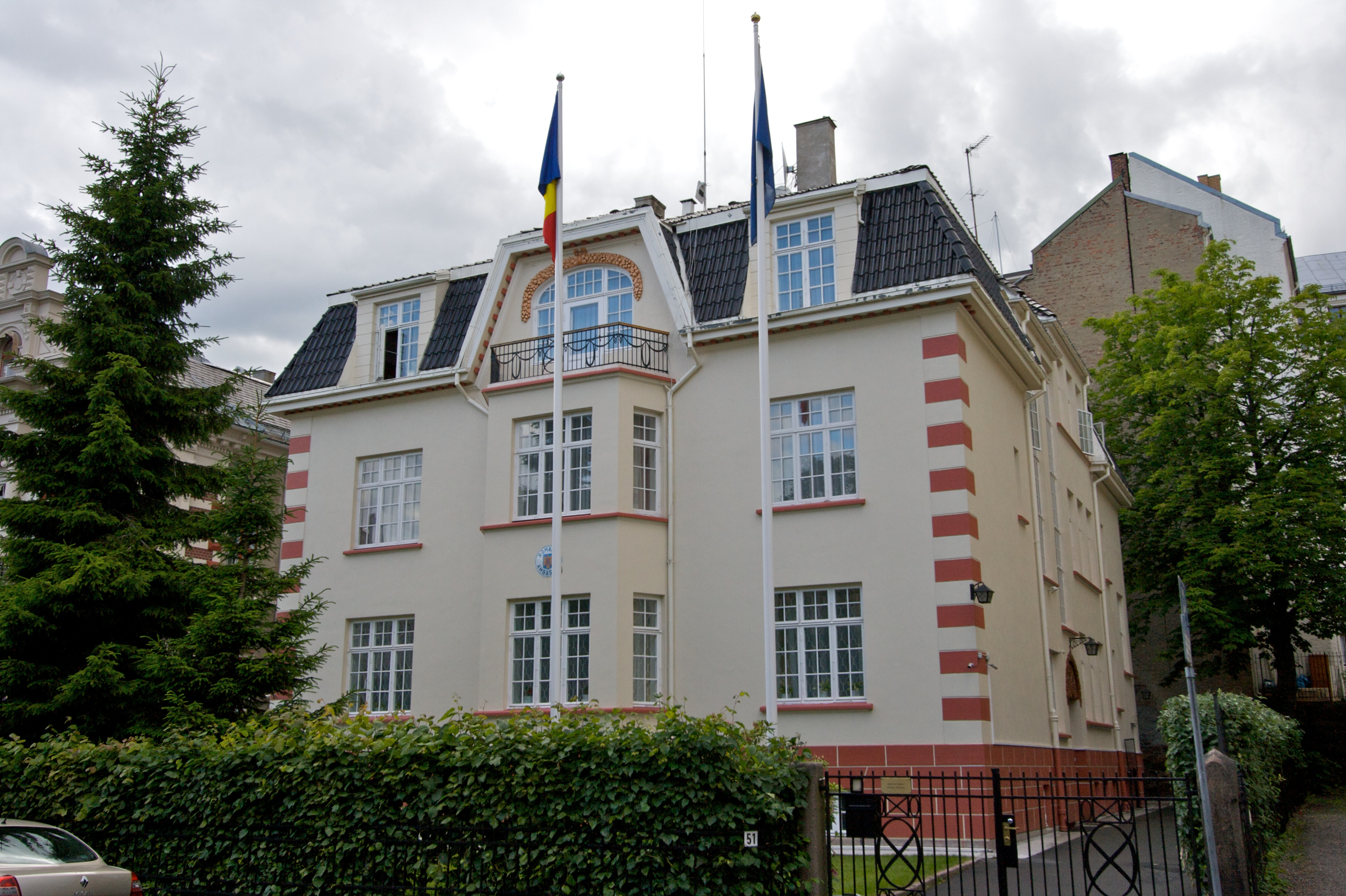
Ambasada Rumunii w Oslo

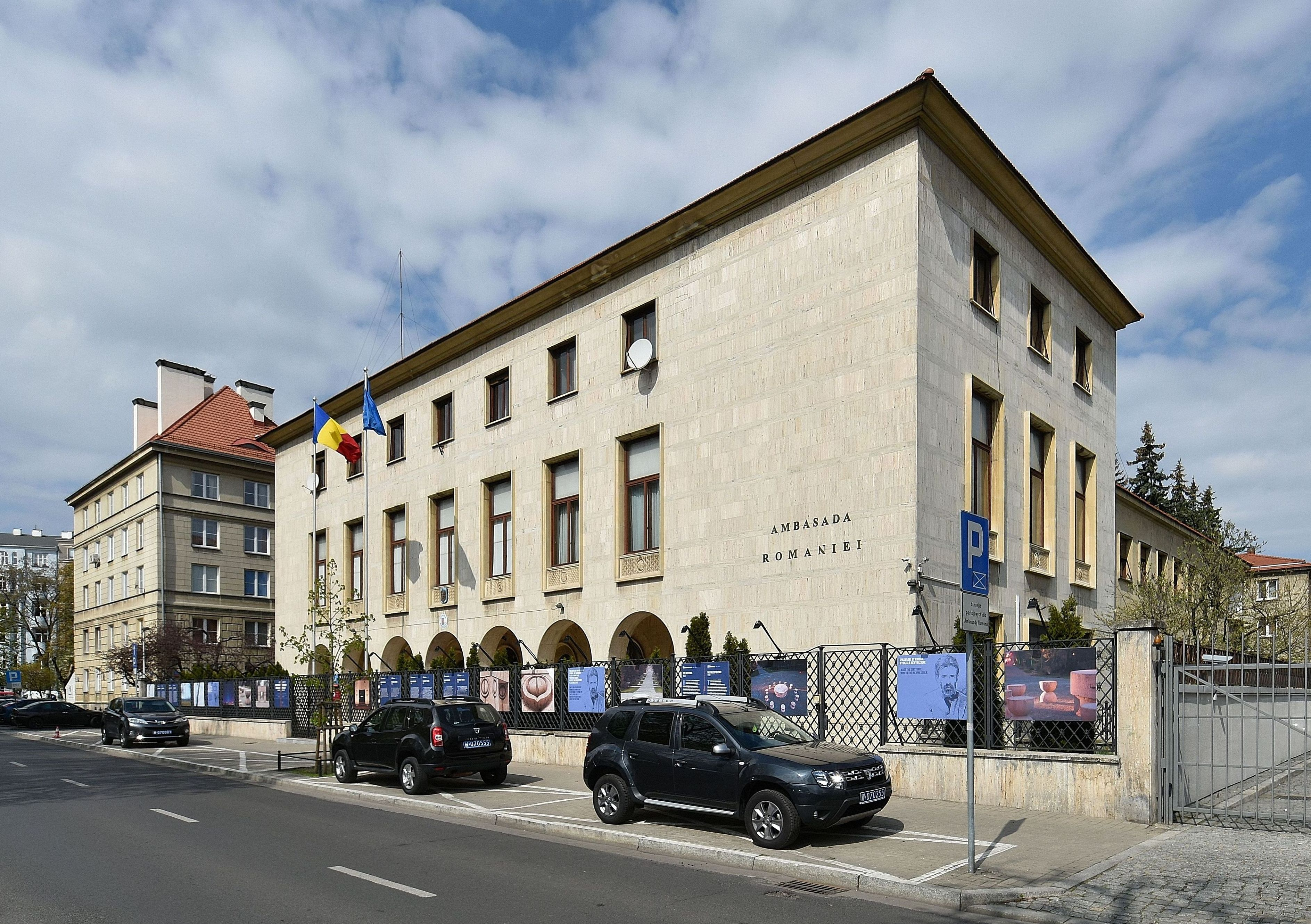
Ambasada Rumunii w Warszawie

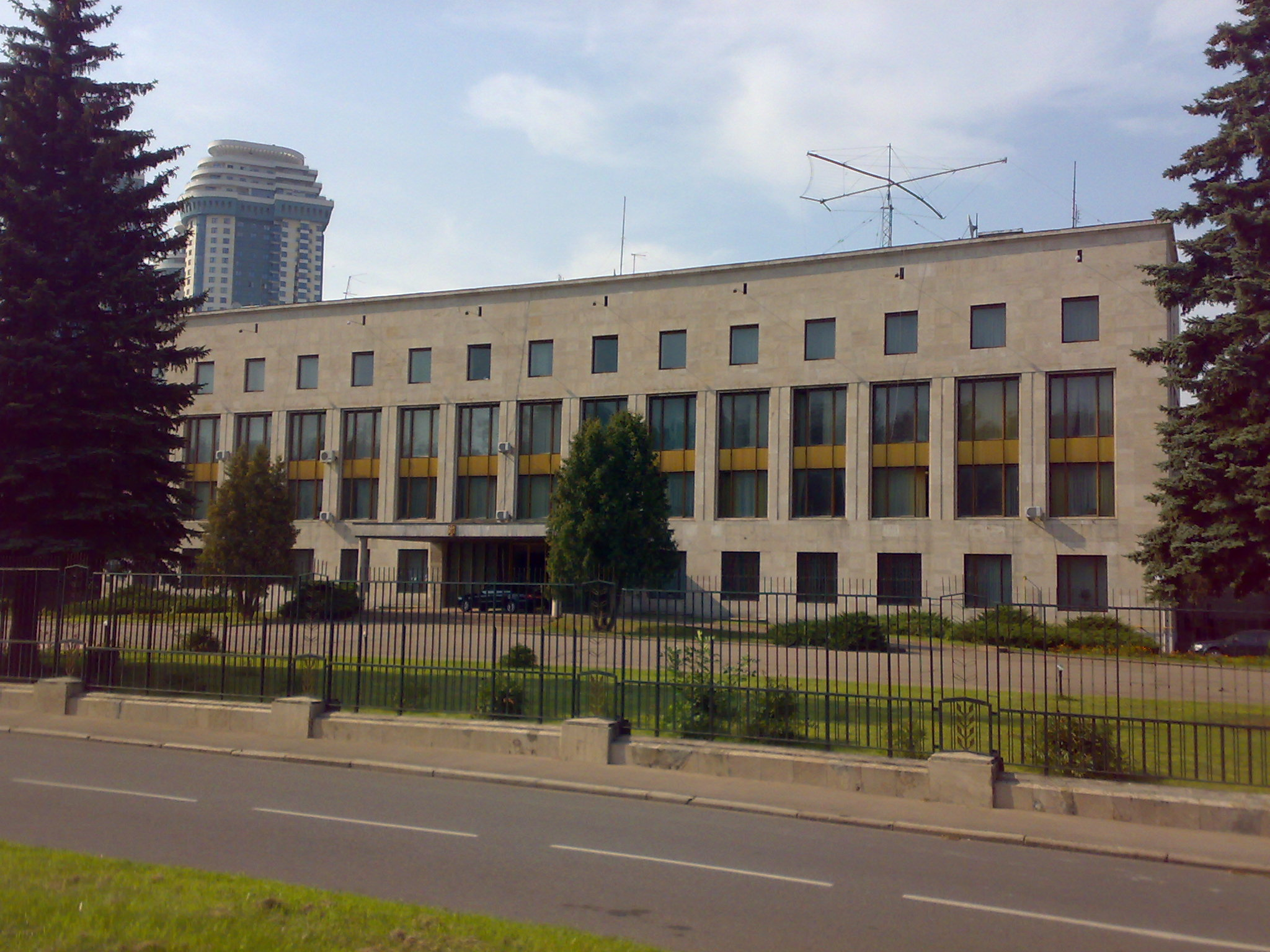
Ambasada Rumunii w Moskwie

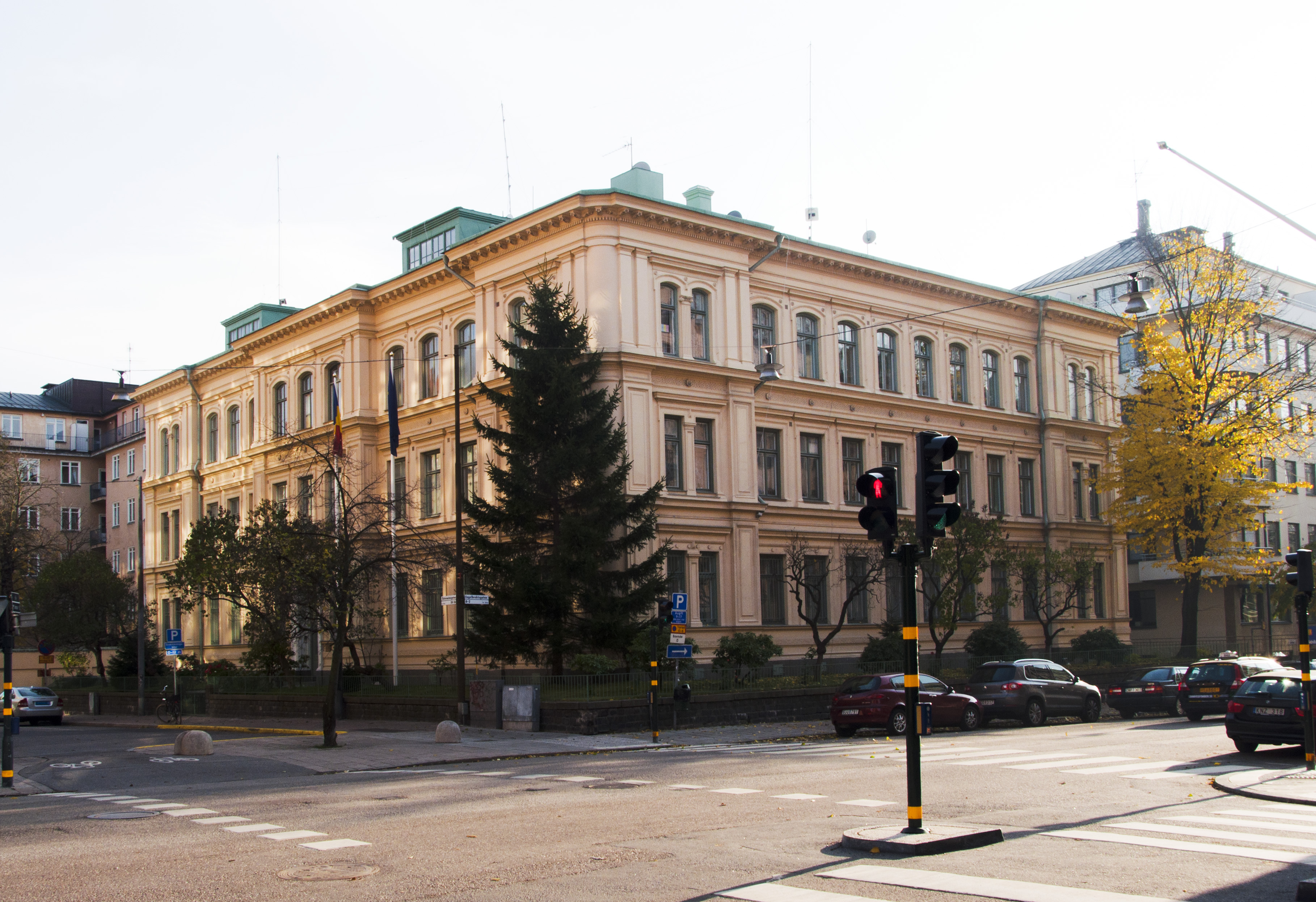
Ambasada Rumunii w Sztokholmie

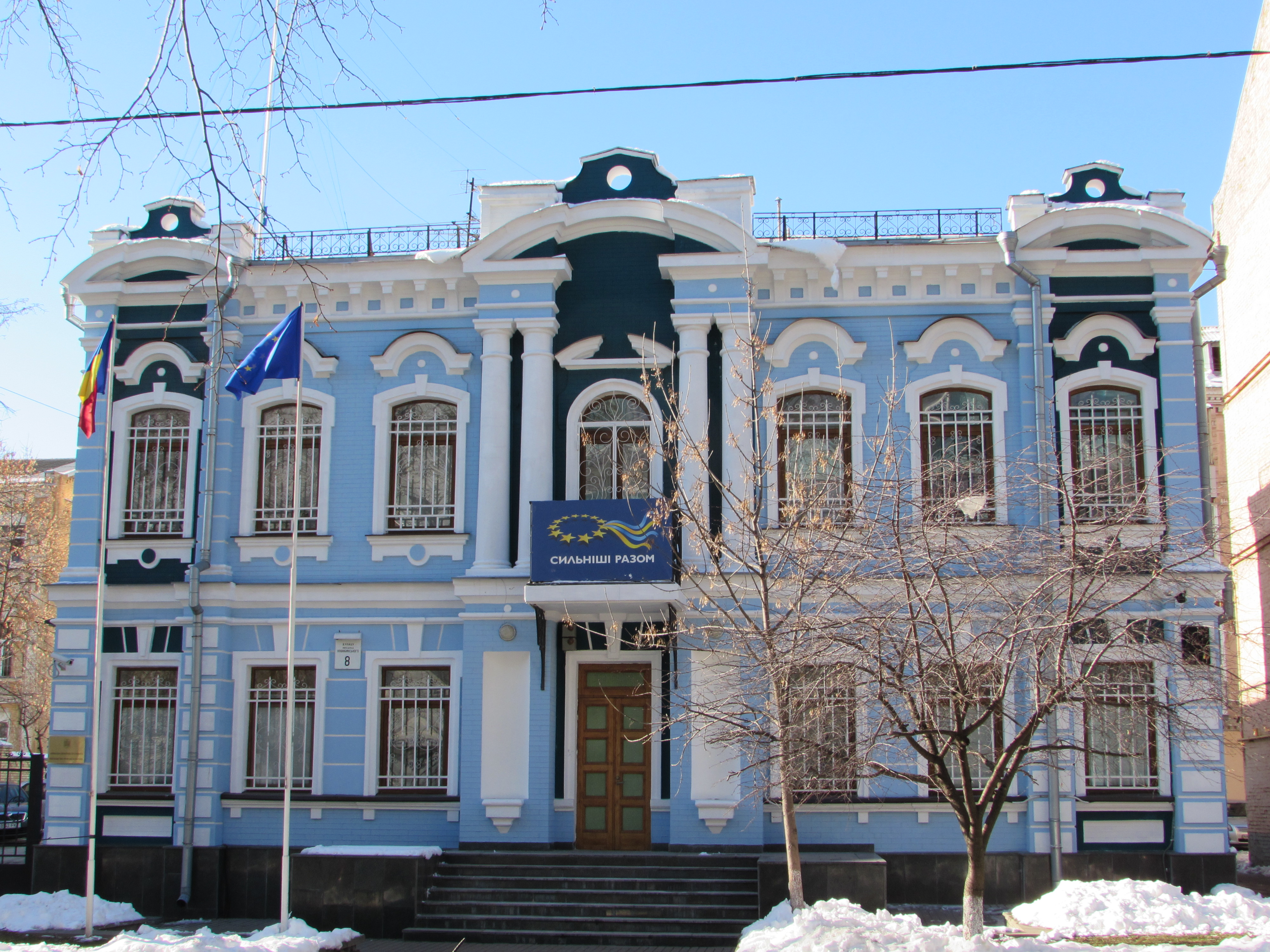
Ambasada Rumunii w Kijowie

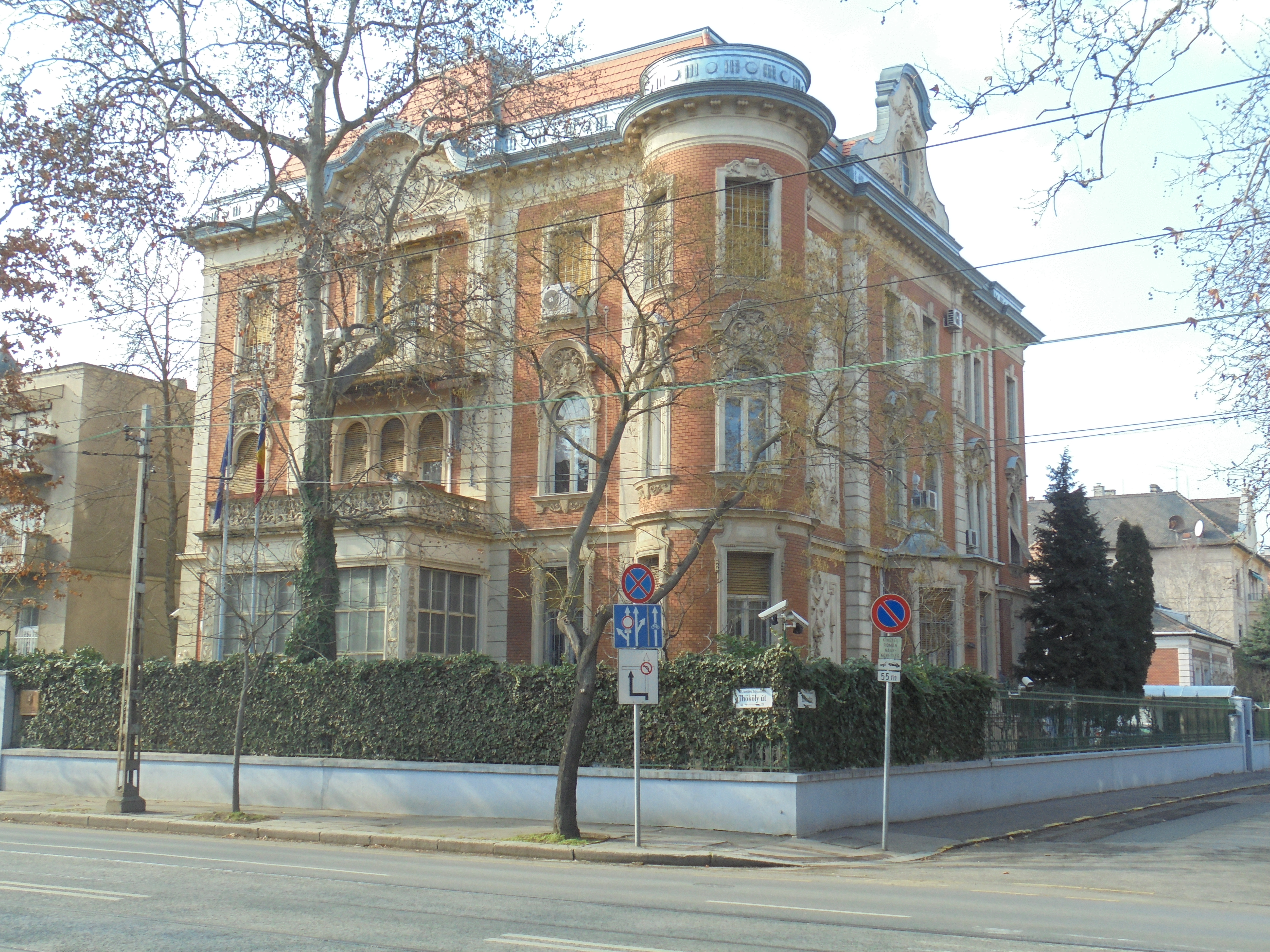
Ambasada Rumunii w Budapeszcie

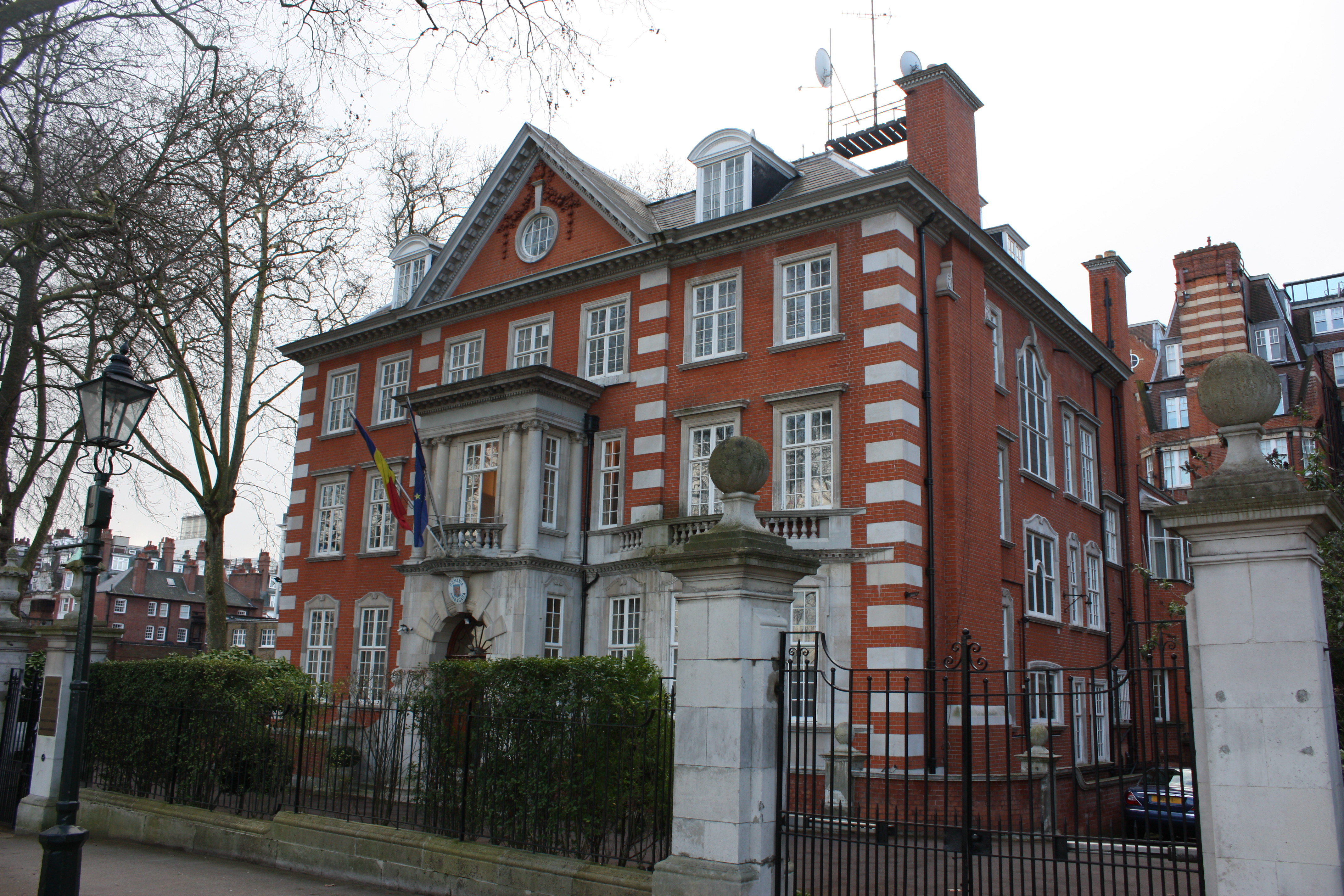
Ambasada Rumunii w Londynie

  - Rostów nad Donem (konsulat generalny)
- Serbia
  - Belgrad (ambasada)
  - Vršac (konsulat generalny)
  - Zaječar (konsulat generalny)
- Słowacja
  - Bratysława (ambasada)
- Słowenia
  - Lublana (ambasada)
- Stolica Apostolska
  - Rzym (ambasada)
- Szwajcaria
  - Berno (ambasada)
- Szwecja
  - Sztokholm (ambasada)
- Turcja
  - Ankara (ambasada)
  - Izmir (konsulat generalny)
  - Stambuł (konsulat generalny)
- Ukraina
  - Kijów (ambasada)
  - Czerniowce (konsulat generalny)
  - Odessa (konsulat generalny)
  - Sołotwyno (konsulat)
- Węgry
  - Budapeszt (ambasada)
  - Gyula (konsulat generalny)
  - Segedyn (konsulat generalny)
- Wielka Brytania
  - Londyn (ambasada)
  - Edynburg (konsulat generalny)
  - Manchester (konsulat generalny)
- Włochy
  - Rzym (ambasada)
  - Bari (konsulat generalny)
  - Bolonia (konsulat generalny)
  - Mediolan (konsulat generalny)
  - Triest (konsulat generalny)
  - Turyn (konsulat generalny)
  - Katania (konsulat)

## Ameryka Północna, Środkowa i Karaiby

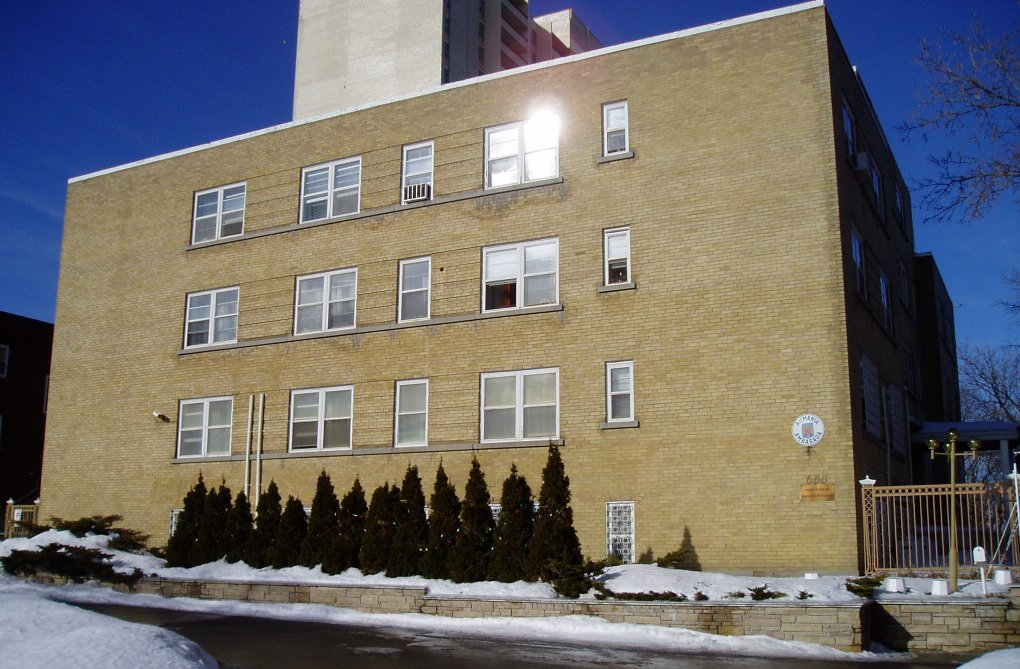
Ambasada Rumunii w Ottawie

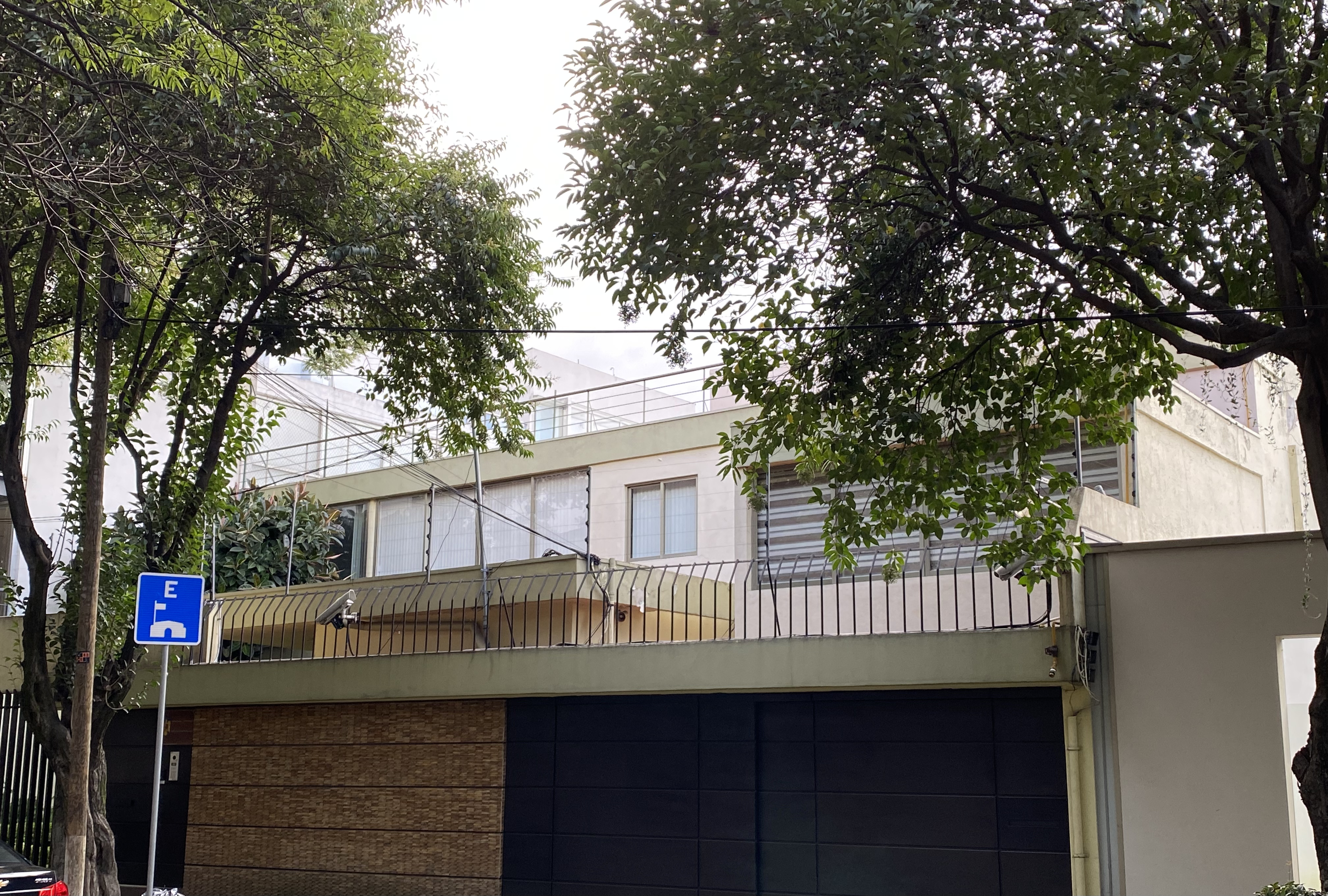
Ambasada Rumunii w Meksyku

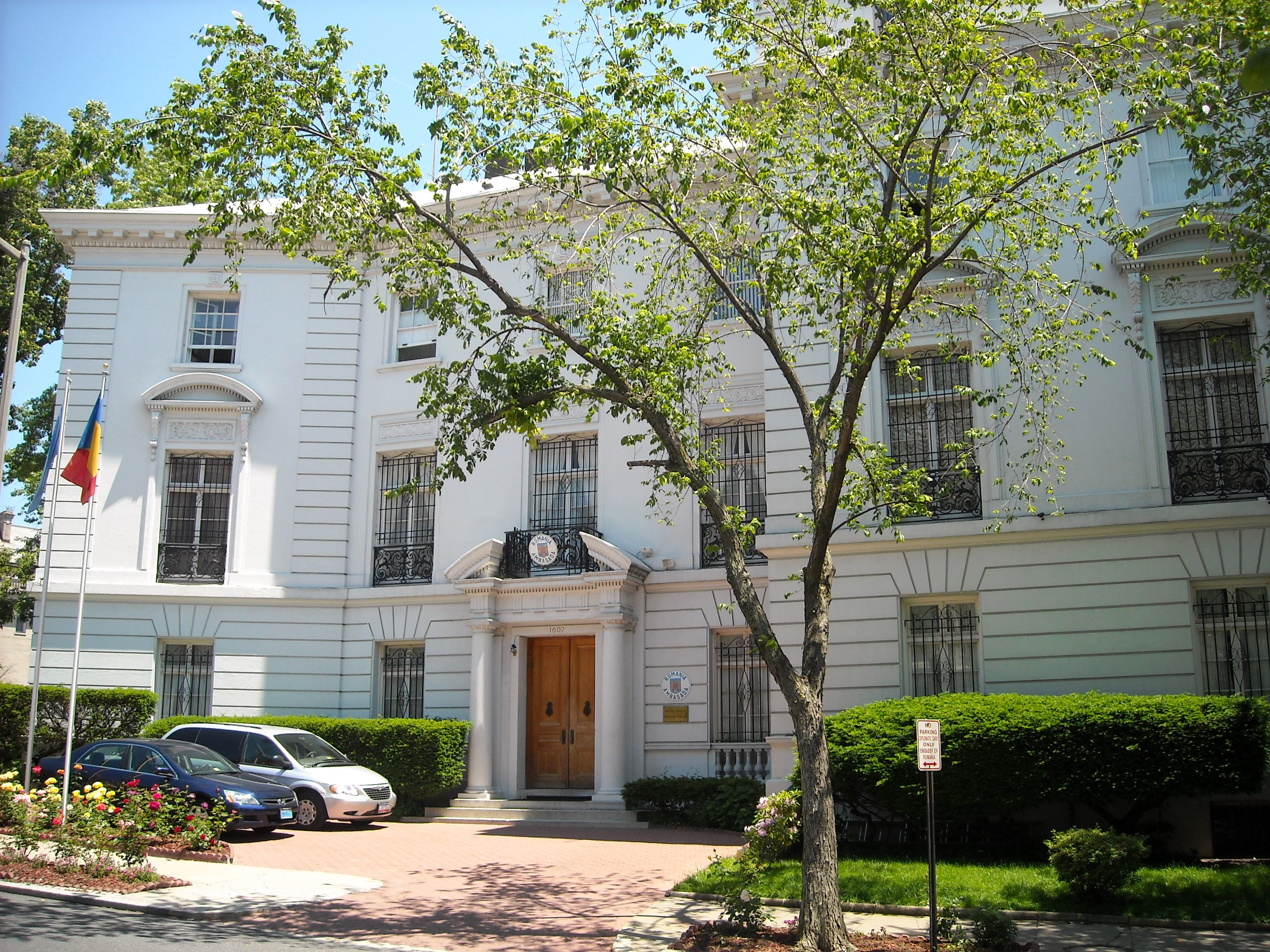
Ambasada Rumunii w Waszyngtonie

- Kanada
  - Ottawa (ambasada)
  - Montreal (konsulat generalny)
  - Toronto (konsulat generalny)
  - Vancouver (konsulat generalny)
- Kuba
  - Hawana (ambasada)
- Meksyk
  - Meksyk (ambasada)
- Stany Zjednoczone
  - Waszyngton (ambasada)
  - Chicago (konsulat generalny)
  - Los Angeles (konsulat generalny)
  - Miami (konsulat generalny)
  - Nowy Jork (konsulat generalny)

## Ameryka Południowa
- Argentyna
  - Buenos Aires (ambasada)
- Brazylia
  - Brasília (ambasada)

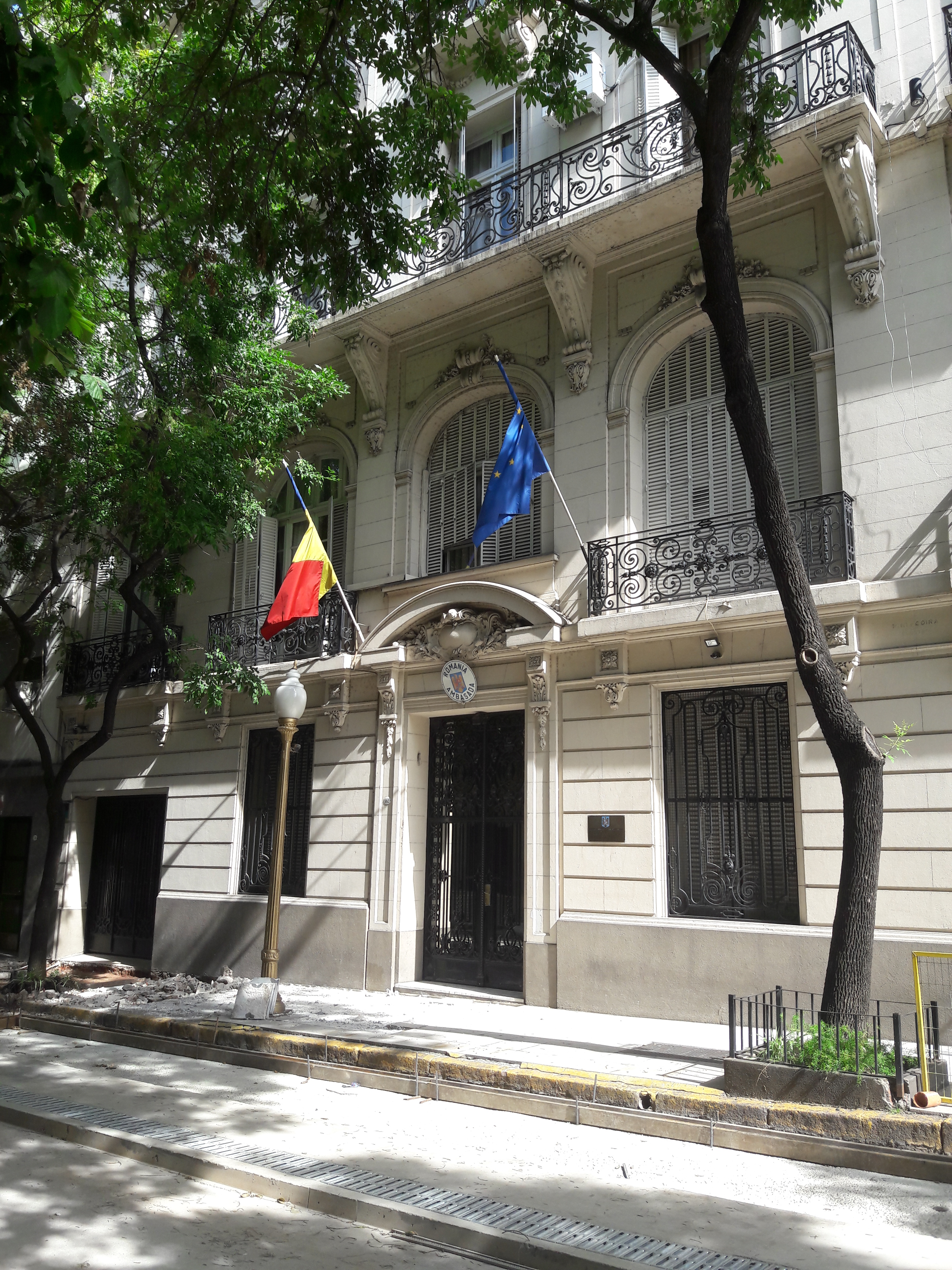
Ambasada Rumunii w Buenos Aires

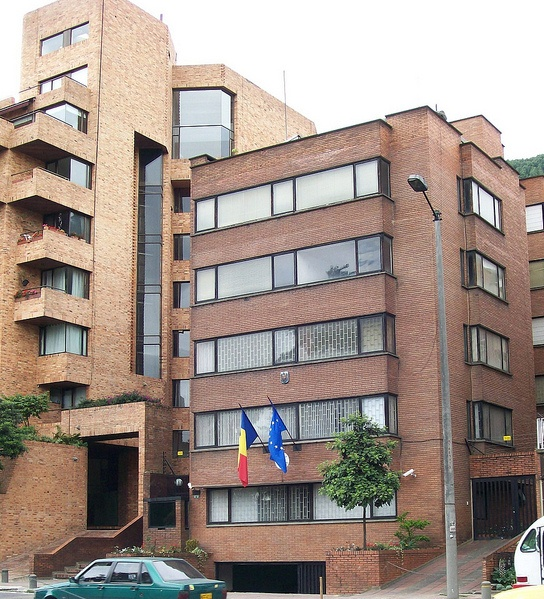
Ambasada Rumunii w Bogocie

  - Rio de Janeiro (konsulat generalny)
- Chile
  - Santiago (ambasada)
- Kolumbia
  - Bogota (ambasada)
- Peru
  - Lima (ambasada)
- Urugwaj
  - Montevideo (ambasada)
- Wenezuela
  - Caracas (ambasada)

## Afryka

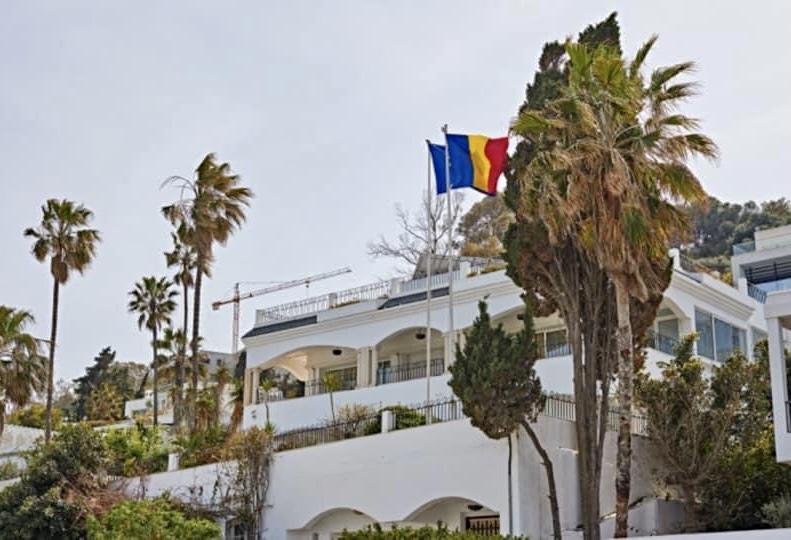
Ambasada Rumunii w Tunisie

- Algieria
  - Algier (ambasada)
- Angola
  - Luanda (ambasada)
- Egipt
  - Kair (ambasada)
- Etiopia
  - Addis Abeba (ambasada)
- Kenia
  - Nairobi (ambasada)
- Libia
  - Trypolis (ambasada)
- Maroko
  - Rabat (ambasada)
- Nigeria
  - Abudża (ambasada)
- Południowa Afryka
  - Pretoria (ambasada)
  - Kapsztad (konsulat generalny)
- Senegal
  - Dakar (ambasada)
- Sudan
  - Chartum (ambasada)
- Tunezja
  - Tunis (ambasada)
- Zimbabwe
  - Harare (ambasada)

## Azja

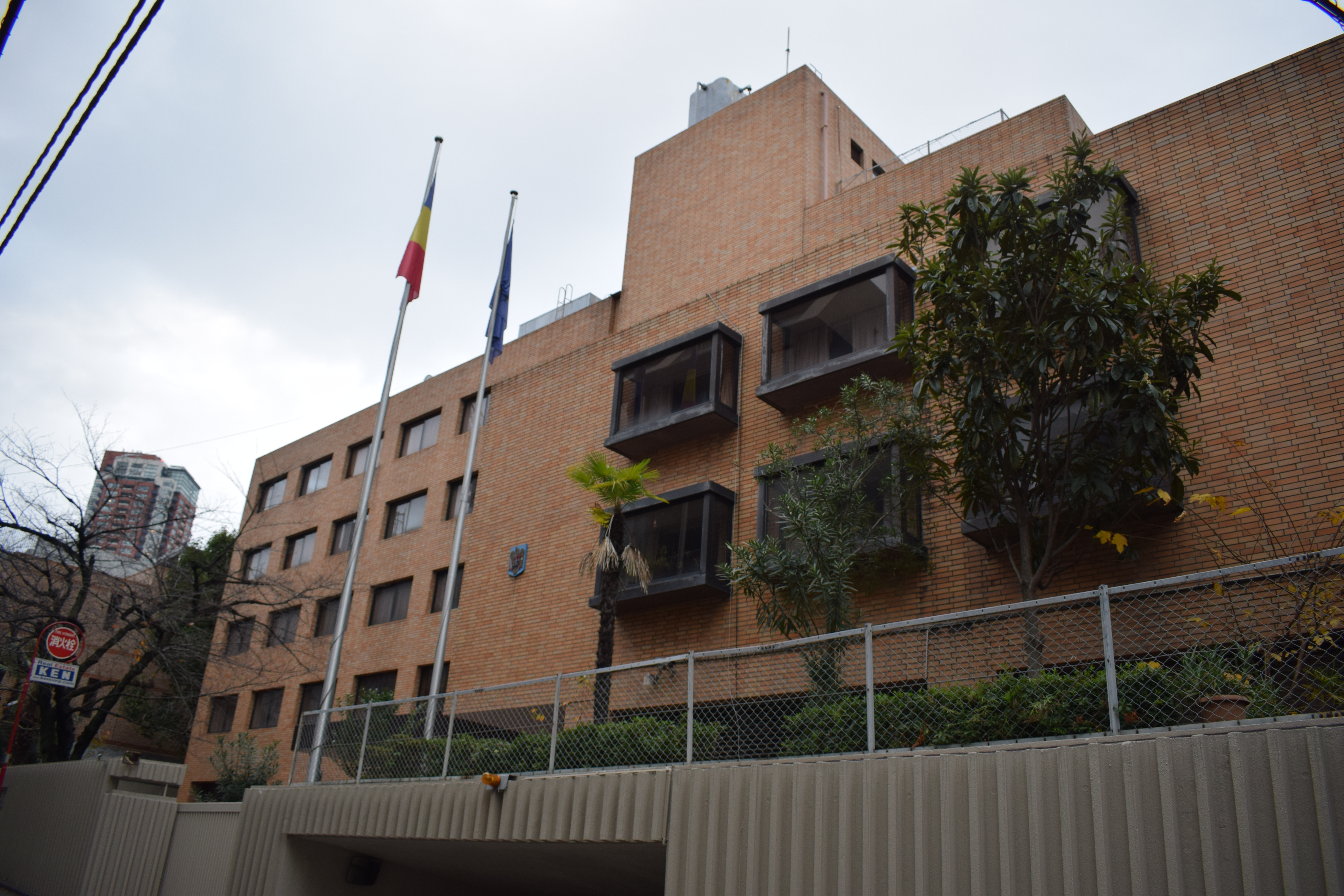
Ambasada Rumunii w Tokio

- Afganistan
  - Kabul (ambasada)
- Arabia Saudyjska
  - Rijad (ambasada)
- Armenia
  - Erywań (ambasada)
- Azerbejdżan
  - Baku (ambasada)
- Chiny
  - Pekin (ambasada)
  - Hongkong (konsulat generalny)
  - Szanghaj (konsulat generalny)
- Filipiny
  - Manila (ambasada)
- Gruzja
  - Tbilisi (ambasada)
- Indie
  - Nowe Delhi (ambasada)
- Indonezja
  - Dżakarta (ambasada)
- Irak
  - Bagdad (ambasada)
  - Irbil (biuro konsularne)
- Iran
  - Teheran (ambasada)
- Izrael
  - Tel Awiw-Jafa (ambasada)
  - Hajfa (konsulat generalny)
- Japonia
  - Tokio (ambasada)
- Jordania
  - Amman (ambasada)
- Katar
  - Doha (ambasada)
- Kazachstan
  - Astana (ambasada)
- Korea Południowa
  - Seul (ambasada)
- Korea Północna
  - Pjongjang (ambasada)
- Kuwejt
  - Kuwejt (ambasada)
- Liban
  - Bejrut (ambasada)
- Malezja
  - Kuala Lumpur (ambasada)
- Oman
  - Maskat (ambasada)
- Pakistan
  - Islamabad (ambasada)
- Palestyna
  - Ramallah (przedstawicielstwo)
- Singapur
  - Singapur (ambasada)
- Sri Lanka
  - Kolombo (ambasada)
- Syria
  - Damaszek (ambasada)
- Tajlandia
  - Bangkok (ambasada)
- Turkmenistan
  - Aszchabad (ambasada)
- Uzbekistan
  - Taszkent (ambasada)
- Wietnam
  - Hanoi (ambasada)
- Zjednoczone Emiraty Arabskie
  - Abu Zabi (ambasada)
  - Dubaj (konsulat generalny)

## Australia i Oceania
- Australia
  - Canberra (ambasada)
  - Sydney (konsulat generalny)

## Organizacje międzynarodowe

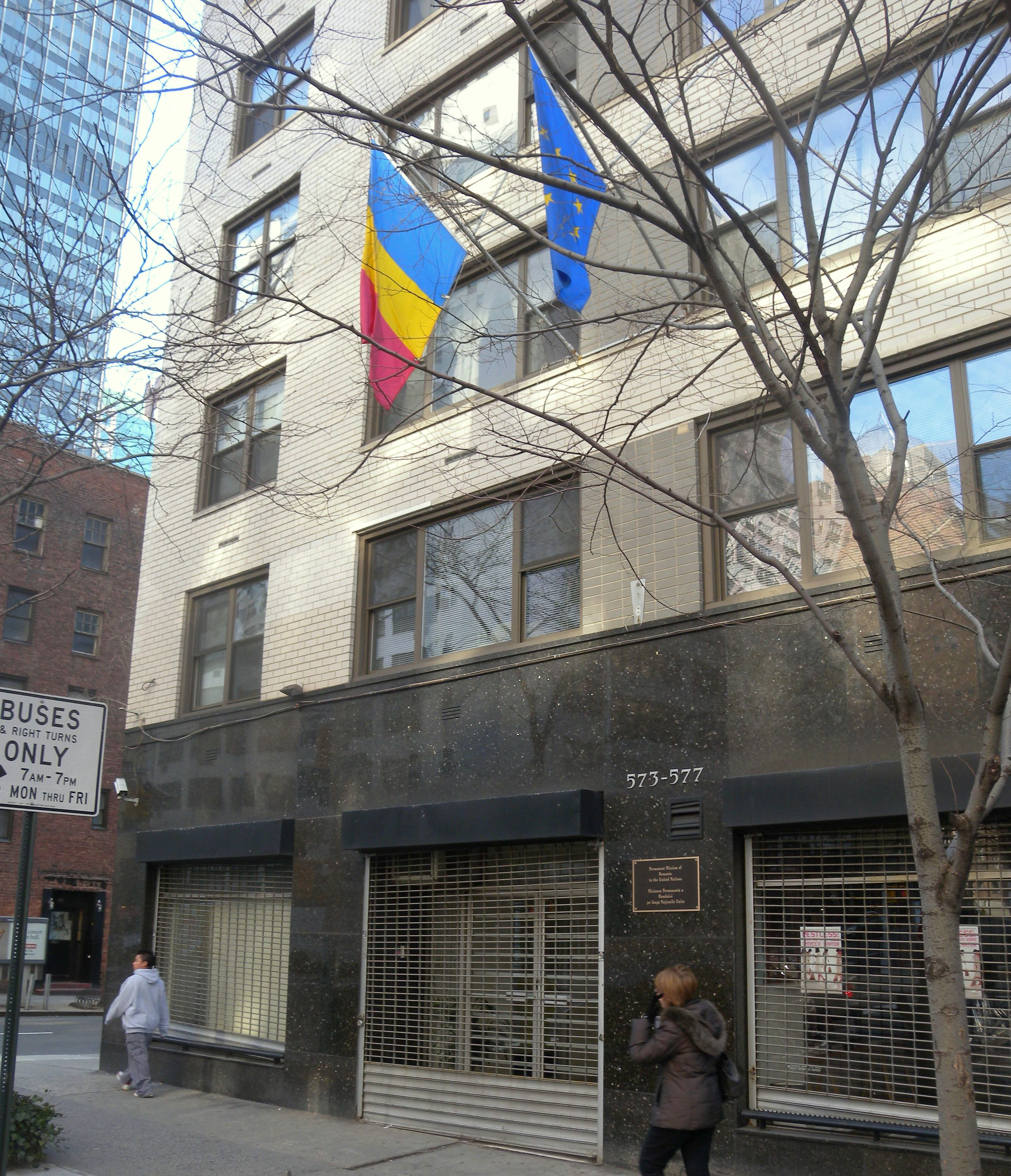
Stałe Przedstawicielstwo Rumunii przy ONZ w Nowym Jorku

- Nowy Jork – Stałe Przedstawicielstwo przy Organizacji Narodów Zjednoczonych
- Genewa – Stałe Przedstawicielstwo przy Biurze Narodów Zjednoczonych i innych organizacjach
- Paryż – Stała Delegatura przy UNESCO
- Wiedeń – Stałe Przedstawicielstwo przy Biurze Narodów Zjednoczonych i Organizacji Bezpieczeństwa i Współpracy w Europie
- Rzym – Stałe Przedstawicielstwo przy Organizacji Narodów Zjednoczonych do spraw Wyżywienia i Rolnictwa
- Bruksela – Stałe Przedstawicielstwo przy Unii Europejskiej
- Bruksela – Stała Delegatura przy Organizacji Traktatu Północnoatlantyckiego
- Strasburg – Stałe Przedstawicielstwo przy Radzie Europy
- Madryt – Stałe Przedstawicielstwo przy Światowej Organizacji Turystyki